# Микитенко, Олег Иванович
Олег Иванович Микитенко (укр. Олег Іванович Микитенко; 22 декабря 1928, Харьков, СССР — 26 октября 2020, Киев, Украина) — советский и украинский литературовед, журналист, сценарист, публицист. Заслуженный работник культуры Украины (2001). Лауреат премии им. М. Лукаша (1998).

## Биография
С 1947—1952 изучал славянскую филологию в Киевском университете им. Т. Шевченко, в 1958 — окончил аспирантуру при Киевском университете.
В 1974 защитил кандидатскую диссертацию на тему «Международные связи украинской литературы 1917—1930 гг.».
С 1952 по 1954 работал преподавателем украинского и русского языков и литератур в Малинском лесотехникуме.
Затем до 1958 — редактор, заведующий отделом украинской классической литературы Гослитиздата Украины.
С 1958 по 1964 — заведующий отделом художественной литературы, редакции журнала «Всесвіт» (рус. «Вселенная»). Позже был
заведующим отделом критики издательства «Радянський письменник».
С 1964 по 1969 — главный редактор издательства «Мистецтво» (рус. «Искусство»).
С декабря 1970 до конца 1971 — ответственный секретарь, затем до 1986 — заместитель главного редактора, с июля 1986 — многолетний главный редактор журнала «Всесвіт» (рус. «Вселенная»).
В настоящее время — шеф-редактор журнала «Всесвіт», президент ООО "Издательский дом «Всесвіт».
Автор сценариев документальных фильмов: «Слово о писателе и гражданина» (1967), «Пути коммунаров» (1984).
Член Союза писателей Украины (с 1960), Союза журналистов Украины (с 1959), Всеукраинской ассоциации востоковедов (с 1991).
Член президиума Совета Общества «Украина и мир», член президиума Общества «Украина-Китай».
Один из основателей и член президиума Украинского общества охраны памятников истории и культуры (1968—1997).
Награждëн орденом Дружбы народов (1985) и орденом «За заслуги» II (2016) и III (2008) степеней.
Автор книг:
- В красных рядах. Из истории международных связей украинской советской литературы (1974),
- Дорогами дружбы (1984) и др.

## Общественная деятельность
В августе 2011 года было обнародовано так называемое «письмо десяти», инициированное П. Кононенко — письмо украинской интеллигенции в поддержку политики тогдашнего Президента Виктора Януковича. Одним из десяти подписантов был Олег Микитенко.